# Манол Лазаров
Манол Лазаров Софиянец е български просветен деец, поет и книжовник.

## Биография
Той е сред първите ученици на Захарий Круша. Учител е в Етрополе (1842 – 1849), Ловеч (1849 – 1858, 1863 – 1870) и София (1860 – 1863, 1870 – 1871), Брезник (1872 – 1878). Участник в революционните комитети на Васил Левски в Ловеч и другаде. Организира постановка на „Райна княгиня“ в София (1881).
Издава „Разна любовна песнопевка" (Белград, 1858), която освен негови творби съдържа и произведения от Петко Р. Славейков („Елегия“, „Глас“, „Песен“), Н. Ч. [Никола Чалъков], Н. Катранов, С. Стойков, Й. Г. (Йоаким Груев), Я. Дряновец (Бърнев), Кръстьо Пишурка, Тодор Н. Шишков, А. Попович Хилендарец, Ф. Р. (?), Д. П. Ч. Добри Чинтулов], български и турски народни песни, записани с кирилица. Повечето от стиховете са вече публикувани, главно в „Цариградски вестник“. П. Р. Славейков преработва и включва в своята сбирка „Славейче“ (1864) шест стихотворения на Я. Дряновец и Н. Катранов, поместени в песнопевката на Лазаров; по-късно те попадат и в съчиненията му.
Стиховете на Манол Лазаров издават добро за времето познаване на силаботоническата стихотворна техника. В тях преобладава любовната тъга и възхитата от любимата, откриват се и опити в пейзажната лирика. Поетът въвежда и побългарени митологични образи. част от стиховете му са свободен превод от Николай Карамзин („Славей и пътник“), Атанасиос Христопулос („Любимко и Млад“, „Валс“), от сръбска песнарница”. Стиховете му са пригодени за пеене.
Манол Лазаров публикува в „Българска гусла" и „Вечен календар“.
Лазаров превежда от гръцки и една богослужебна книга. Псевдонимите, които използва са Един шоп от Лилин планина, Един шоп от Витош планина.
Баща е на генерал Велизар Лазаров.

## Памет
На даскал Манол е наречена улица в квартал „Крива река“ в София (Карта).

## Съчинения
- Разна любовна песнопевка / Събрал Г. М. Л. софиянец; Издал Пенчо Радов, карлов. книгопродавец. Белград: В Княжеско-сърбската книгопечятня, 1858.
- Наставление за вярата от святаго Генадия, патриарха константинополскаго / Издава ся от Н. боголюбие св. Ловчанския епископ г. г. Илариона (за в дар на българските училища); Превел Мануил Лазаров (софиянец). Русчюк: В печятницата на Дунавската област, 1866.